# Hybomitra brantoides
Hybomitra brantoides är en tvåvingeart som beskrevs av Wang 1984. Hybomitra brantoides ingår i släktet Hybomitra och familjen bromsar. Inga underarter finns listade i Catalogue of Life.